# Операция «Эхо Кадиссии»
Операция «Эхо Кадиссии» (англ. Operation Echo of Qadessiya) — удар иракских ВВС по военно-воздушной инфраструктуре Ирана во время ирано-иракской войны. Первое крупное сражение войны, некоторыми считается, что оно является днём начала войны между двумя странами. При этом в Ираке указывается, что война началась ещё 4 сентября и к этому моменту полномасштабные бои шли уже 18 дней.

## Предыстория
Первые предпосылки к конфликту начали происходить ещё в 1979 году, вскоре после Исламской революции в Иране. С сентября 1979 года стали происходить нарушения воздушного пространства Ирака иранской авиацией. За 12 месяцев до сентября 1980 года было зафиксировано 249 нарушений воздушного пространства иранской авиацией.
В конце марта 1980 года для осуществления десантных операций Иран отправил вертолёты CH-47 «Чинук» на приграничную с Ираком территорию. В ходе полётов один из вертолётов взорвался в воздухе, после чего был наложен запрет на использование вертолётов типа «Чинук».
5 апреля 1980 года иранские прореволюционные силы КСИР проводили операцию против сил контрреволюционеров в приграничных с Ираком районах, в том числе в провинции Лурестан. На следующий день большая группа иранских моджахедов проникла на территорию Ирака. В результате массового боя с иракскими пограничниками погибло 90 иранцев. Это был первый известный крупный бой между Ираком и Ираном, в этот же день Ирак начал депортацию части граждан Ирана. 7 апреля вооружённые силы Ирана были подняты по тревоге, Иран и Ирак начали высылать дипломатов друг у друга. Иранская сторона обвинила Ирак в подрыве двух трубопроводов нефтеперерабатывающих заводов 5 апреля, а также заявила, что Ирак действует по прямым указаниям из США. 8 апреля кувейтские СМИ заявили, что подрыв трубопроводов был осуществлён непосредственно американцами и что иракцы участия там не принимали. 9 апреля западные СМИ сообщили, что члены Иракской Экстремистской партии встречались в иранском городе Кум с Хомейни, в котором они согласовали план «сотрудничества для осуществления широкомасштабных подрывных действий в Ираке».
В середине мая для борьбы с проиракскими сепаратистами Иран отправил на границу боевые вертолёты AH-1J «Си Кобра». В ходе боёв было сбито не меньше 4 иранских вертолётов.
23 мая авиация ВВС Ирака в составе истребителей-бомбардировщиков Су-20 и вертолётов Ми-25 нанесла удары по приграничным иранским блок-постам убив несколько офицеров иранской жандармерии и несколько боевиков КСИР.
2 июня произошёл бой между подразделениями иракской и иранской армий в районе иранского приграничного поста Байеган. В результате боя было убито 10 иранских солдат и уничтожены 2 единицы техники, Ирак, согласно иранским заявлениям, потерял 6 солдат и 1 единицу техники.
25 июня произошла первая боевая потеря авиации в конфликте — иранский истребитель F-5E Tiger II, нарушивший воздушную границу был сбит огнём ПВО Ирака, пилот капитан Бастани погиб. С начала сентября авиация стала использоваться намного шире, и стала теряться в больших количествах.
2 августа в ходе приграничного столкновения иракским огнём было убито 8 иранских боевиков КСИР.
8 сентября произошла первая потеря ВВС Ирака, имеющая подтверждающую информацию — штурмовик Hunter был сбит иранским истребителем. Пилот майор Альб-аль-Гадер был убит на земле после успешного катапультирования.
10 сентября в районе Салехабада иранская станция радиолокационного обнаружения и управления была уничтожена бомбовым ударом пары своих же иранских самолётов F-5E.
21 сентября иракское руководство во главе с Саддам Хусейном приняло решение о проведении крупномасштабного наступления в ответ на иранские обстрелы иракских городов. Предполагалось взятие под контроль приграничной территории, чтобы отдалить Иран от возможности обстрелов населённых пунктов. В разных штабах начали проходить заседания и начали отдаваться приказы в соответствии со штатными процедурами, в которых подчеркивалось, что Ирак приступает к оборонительной войне против Ирана и сосредоточения его войск на границе.

## Операция
Командованием ВВС Ирака во главе с генерал-лейтенантом Мухаммадом Джасим Ханашем было выбрано 25 стратегически важных целей для нанесения авиаударов, в том числе 10 аэродромов. К операции отводилось задействовать 192 самолёта. В целях соблюдения секретности операция была «замаскирована» под тактические учения авиации, которые назвались «Насар-4» и специально не держались в секрете.

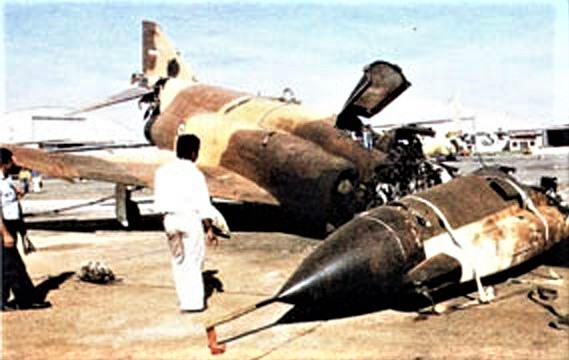
Иранский истребитель F-4 «Фантом» расстрелянный огнём из пушки бомбардировщика Ту-22, всего во время атаки на Тегеран 22 сентября 1980 года, Ту-22 поразили 9 иранских самолётов

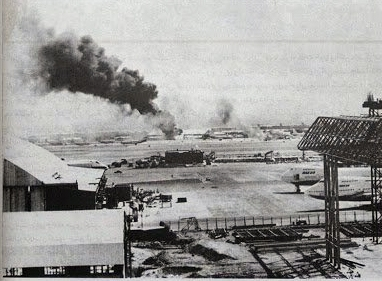
Столб дыма от горящего иранского самолёта C-130 «Геркулес» в аэропорту Мехрабад

С 12:00 22 сентября 1980 года Ирак начал наносить массированные авиаудары по стратегическим объектам Ирана.

### Первая волна
| Задействованные силы                      | Место взлёта               | Цель                                           | Результат |
| ----------------------------------------- | -------------------------- | ---------------------------------------------- | --- |
| 6 Су-22М 5-й эскадрильи                   | Авиабаза Фирнас            | Авиабаза Тебриз                                | Поражены взлётные полосы, коммуникационный центр выведен из строя, 1 Boeing 727 повреждён, 2 взлетевших F-5E повреждены |
| 2 Су-7БМК 8-й эскадрильи                  | Авиабаза Кут               | ЗРК у Дехлорана                                | Прямые попадания в ЗРК MIM-23B I-HAWK, 10 операторов убито                                                              |
| 4 Hunter эскадрильи подготовки командиров | Авиабаза Рашид             | 1-я база армейской авиации у Керманшаха        | Уничтожены 2 системы ПВО Эрликон GDF-005 и 1 радар Super Fledermaus;                                                    |
| 4 МиГ-23БН 49-й эскадрильи                | Авиабаза Кут               | Авиабаза Хамадан                               | Точно неясно какие цели поразили, возможно те которые указаны ниже                                                      |
| ?                                         | ?                          | Аэропорт Хамадан                               | По иранским данным атакован неизвестными самолётами                                                                     |
| ?                                         | ?                          | РЛС в Субаши                                   | По иранским данным радар раннего обнаружения повреждён неизвестными самолётами                                          |
| 12 Су-22 44-й эскадрильи                  | Авиабаза Хуррия            | Авиабаза Хамадан                               | Поражены взлётные полосы, перрон и диспетчерская вышка                                                                  |
| 6 МиГ-23БН 49-й эскадрильи                | Авиабаза Кут               | Взлётная полоса на шоссе у Шахабада            | Из за плохой погоды удар нанести не получилось                                                                          |
| 4 Су-22 109-й эскадрильи                  | Авиабаза Вахда             | РЛС у Дехлорана                                | Поражён радар раннего обнаружения, 10 операторов убито                                                                  |
| 5 МиГ-23БН 29-й эскадрильи                | Авиабаза Кут               | Авиабаза Вахдати                               | Уничтожен ЗРК MIM-23B I-HAWK, 18 операторов убито, 3 F-5E уничтожено                                                    |
| 4 Су-22 109-й эскадрильи                  | Авиабаза Вахда             | Авиабаза Вахдати                               | Поражены взлётные полосы, 1 убит                                                                                        |
| 4 Су-22 109-й эскадрильи                  | Авиабаза Вахда             | Авиабаза Вахдати                               | Атаковали системы ПВО                                                                                                   |
| 3 МиГ-23БН 29-й эскадрильи                | Авиабаза Али Ибн Абу Талиб | Взлётная полоса на шоссе у Дизфуля             | Взлётная полоса поражена                                                                                                |
| 5 МиГ-23БН 49-й эскадрильи                | Авиабаза Кут               | Авиабаза Омидийе                               | Поражены взлётные полосы                                                                                                |
| 2 МиГ-23БН 49-й эскадрильи                | Авиабаза Кут               | Аэропорт Ахваз                                 | Поражены взлётные полосы                                                                                                |
| 4 Су-22 109-й эскадрильи                  | Авиабаза Вахда             | Аэропорт Ахваз                                 | Поражены взлётные полосы                                                                                                |
| 5 МиГ-23БН 29-й эскадрильи                | Авиабаза Кут               | 2-я база армейской авиации у Месджеде-Солейман | Поражены взлётные полосы, 1 ангар уничтожен                                                                             |
| 4 Су-22 109-й эскадрильи                  | Авиабаза Вахда             | Аэропорт Бушир                                 | Поражены взлётные полосы                                                                                                |

### Потери
В ходе первого налёта ни один иракский самолёт потерян не был.

### Вторая волна
| Задействованные силы           | Место взлёта      | Цель                                           | Результат |
| ------------------------------ | ----------------- | ---------------------------------------------- | --- |
| 11 МиГ-23МС 39-й эскадрильи    | Авиабаза Кут      | 1-я база армейской авиации у Керманшаха        | Взлётные полосы тяжёло повреждены |
| 4 Ту-22 18-й и 36-й эскадрилий | Авиабаза Такаддум | Аэропорт Мехрабад                              | 1 взлётная полоса повреждена, 1 убит, 9 ранено, 1 C-130 уничтожен, 1 B-707 уничтожен, 1 F-4E уничтожен, повреждены 5 B-707 и 1 B-747, уничтожен коммуникационный центр, потеряна связь Ирана со внешним миром |
| 2 Ту-22 18-й и 36-й эскадрилий | Авиабаза Такаддум | Авиабаза Дошан Таппе                           | Небольшие разрушения |
| 6 МиГ-23БН 49-й эскадрильи     | Авиабаза Кут      | Авиабаза Хамадан                               | Взлётные полосы тяжёло повреждены, аэродром вышел из строя |
| 4 Ту-16 10-й эскадрильи        | Авиабаза Такаддум | Авиабаза Хатами                                | Повреждены взлётные полосы и несколько ангаров |
| 6 МиГ-21 47-й эскадрильи       | Авиабаза Хуррия   | Аэропорт Сенендедж                             | Взлётные полосы тяжело повреждены |
| 6 МиГ-21 47-й эскадрильи       | Авиабаза Хуррия   | База ВВС Ирана у Секкеза                       | ? |
| 6 Су-22М 5-й эскадрильи        | Авиабаза Фирнас   | База Армейской авиации в Куши и Аэропорт Резаи | Удар частично отменён из за плохой погоды |
| 12 МиГ-21МФ 11-й эскадрильи    | Авиабаза Рашид    | Аэропорт Резаи                                 | Множественные попадания по взлётным полосам , удар частично отменён из за плохой погоды |
| 4 Су-22 109-й эскадрильи       | Авиабаза Вахда    | Аэропорт Ахваз                                 | Атаковали радар и другие цели |
| 4 Су-22 109-й эскадрильи       | Авиабаза Вахда    | Аэропорт Махшехр                               | ? |

### Потери
В ходе второго налёта разбилось три иракских самолёта. Один МиГ-21бис 47-й эскадрильи поражён осколками бомб ведущего над Сенендеджом и разбился (пилот старший лейтенант Хамид катапультировался и попал в плен). Ещё один МиГ-21МФ 11-й эскадрильи разбился при посадке на аэродроме Рашид (пилот старший лейтенант аш-Шайхли погиб). Один Ту-16 10-й эскадрильи врезался в гору (весь экипаж погиб: подполковник Ухман, майоры аль-Авси и Аль-Карим, старший лейтенант Катран и уорент-офицеры Разуки и ар-Раззак)).

### Третья волна
| Задействованные силы                      | Место взлёта               | Цель                                    | Результат                                                                                            |
| ----------------------------------------- | -------------------------- | --------------------------------------- | --- |
| 4 Су-22 109-й эскадрильи                  | Авиабаза Вахда             | Авиабаза Омидийе                        | Атаковали взлётные полосы и ангары, цели не поразили                                                 |
| 7 МиГ-23МС 39-й эскадрильи                | Авиабаза Кут               | 1-я база армейской авиации у Керманшаха | Поражены взлётные полосы и позиции ПВО                                                               |
| 6 МиГ-23МС 39-й эскадрильи                | Авиабаза Кут               | 1-я база армейской авиации у Керманшаха | Поражены взлётные полосы и позиции ПВО                                                               |
| 6 Су-22М 44-й эскадрильи                  | Авиабаза Хуррия            | Авиабаза Хамадан                        | Поразили взлётную полосу во время проведения ремонтных работ на ней и подземное хранилище с топливом |
| 4 Hunter эскадрильи подготовки командиров | Авиабаза Рашид             | Взлётная полоса на шоссе у Шахабада     | Заявлено уничтожение 4 F-4                                                                           |
| 9 МиГ-23БН 29-й эскадрильи                | Авиабаза Али Ибн Абу Талиб | Авиабаза Вахдати                        | Поражены взлётные полосы                                                                             |
| 5 МиГ-23БН 49-й эскадрильи                | Авиабаза Кут               | ?                                       | ? |
| 2 Ту-22 18-й и 36-й эскадрилий            | Авиабаза Такаддум          | Авиабаза Бендер-Аббас                   | Приземлились на авиабазе Сиб в Омане, до цели не долетели                                            |

### Потери
В ходе третьего налёта один Hunter эскадрильи подготовки командиров был поражён огнём иранской зенитной установки ЗУ-23, пилот майор Сабах катапультировался возле границы и пропал без вести.

## Реакция Ирана и ответные удары
Министр Иностранных дел Ирана Мохаммад-Карим Ходапанахи выступил с заявлением что «США начали бомбить иранские города». Стоить заметить, что США оказались не единственными кого обвинил Иран, несколькими днями позже иранский Министр Обороны заявит, что в «иракских танках сидят советские танкисты».
После окончания налётов иранские ВВС начали готовить ответные удары, немногочисленные иранские самолёты смогли взлететь вечером 22 сентября. При этом иранцы потеряли ещё один истребитель F-4E, оба пилота которого капитан М. Салехи и лейтенант К. Хейдари погибли. В результате удара по западным данным было убито 28 гражданских лиц Ирака.
Позже, радио в Тегеране сообщило о начавшихся боях иранской армии с курдами на севере страны, а Министр Иностранных дел Ирана Ходапанахи сделал ещё одно заявление, что Ирак при поддержке США начал бомбить Иран.

## Итоги
Иранский пилот капитан Х. Ассефи указывал, что иракские авиаудары смогли уничтожить большую часть хранилищ с топливом, из авиационной техники им удалось уничтожить несколько самолётов. Иран временно потерял всю телефонную и спутниковую связь со внешним миром.
Общие потери Ирака из данных указанных выше составили 4 самолёта, из которых только 1 Hunter был точно сбит огнём противника, 8 членов экипажей погибло и пропало без вести и 1 взят в плен.
Полностью нейтрализовать способность использовать Ираном боевую авиацию на начальном этапе не удалось. Одной из причин стало очень большое расстояние до иранских аэродромов — иракцам приходилось загружать меньше боекомплекта и больше топлива. На следующий день ВВС Ирана провели ответную операцию — «Каман-99».